# 에구시

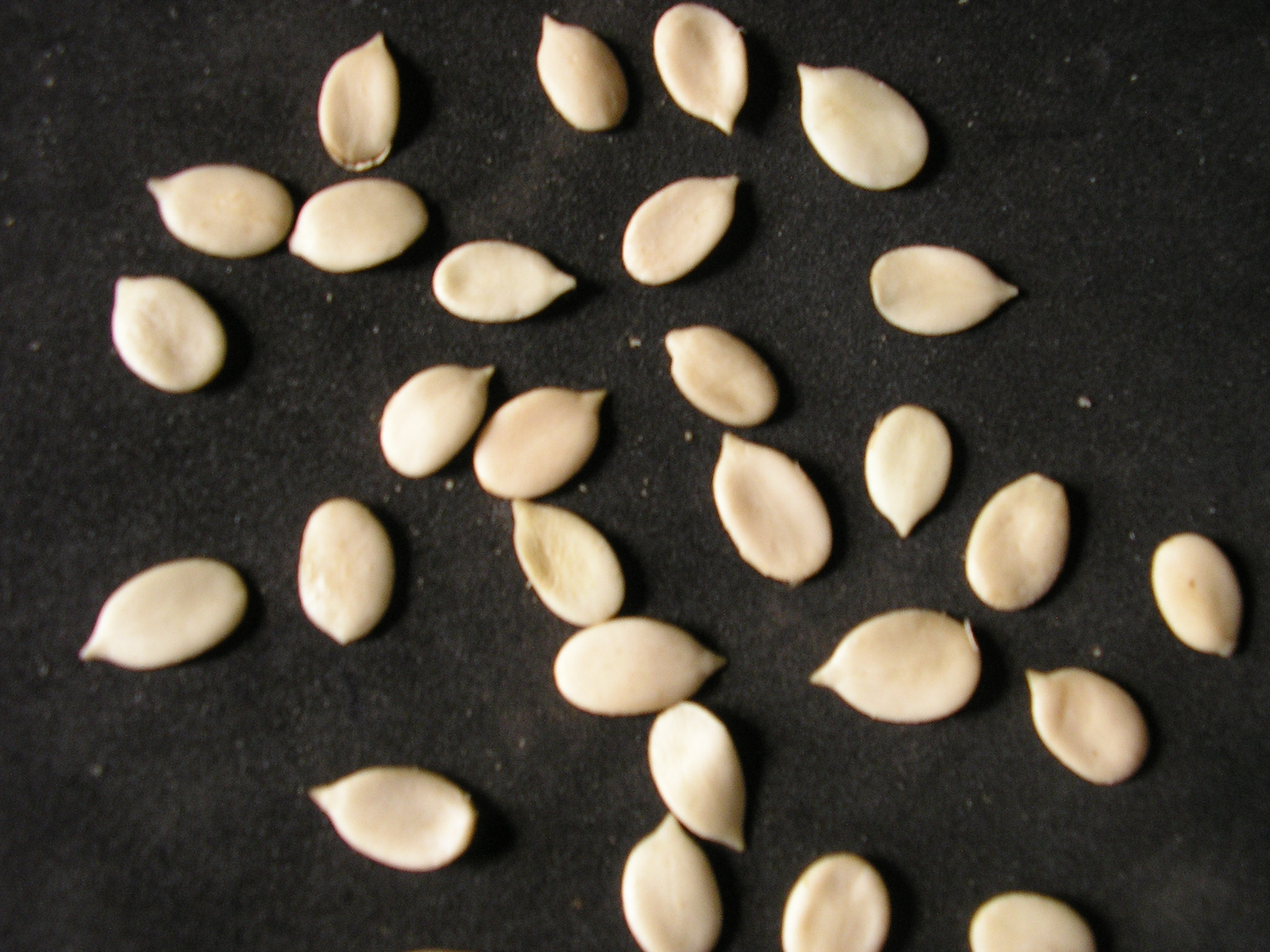
껍질을 벗긴 에구시

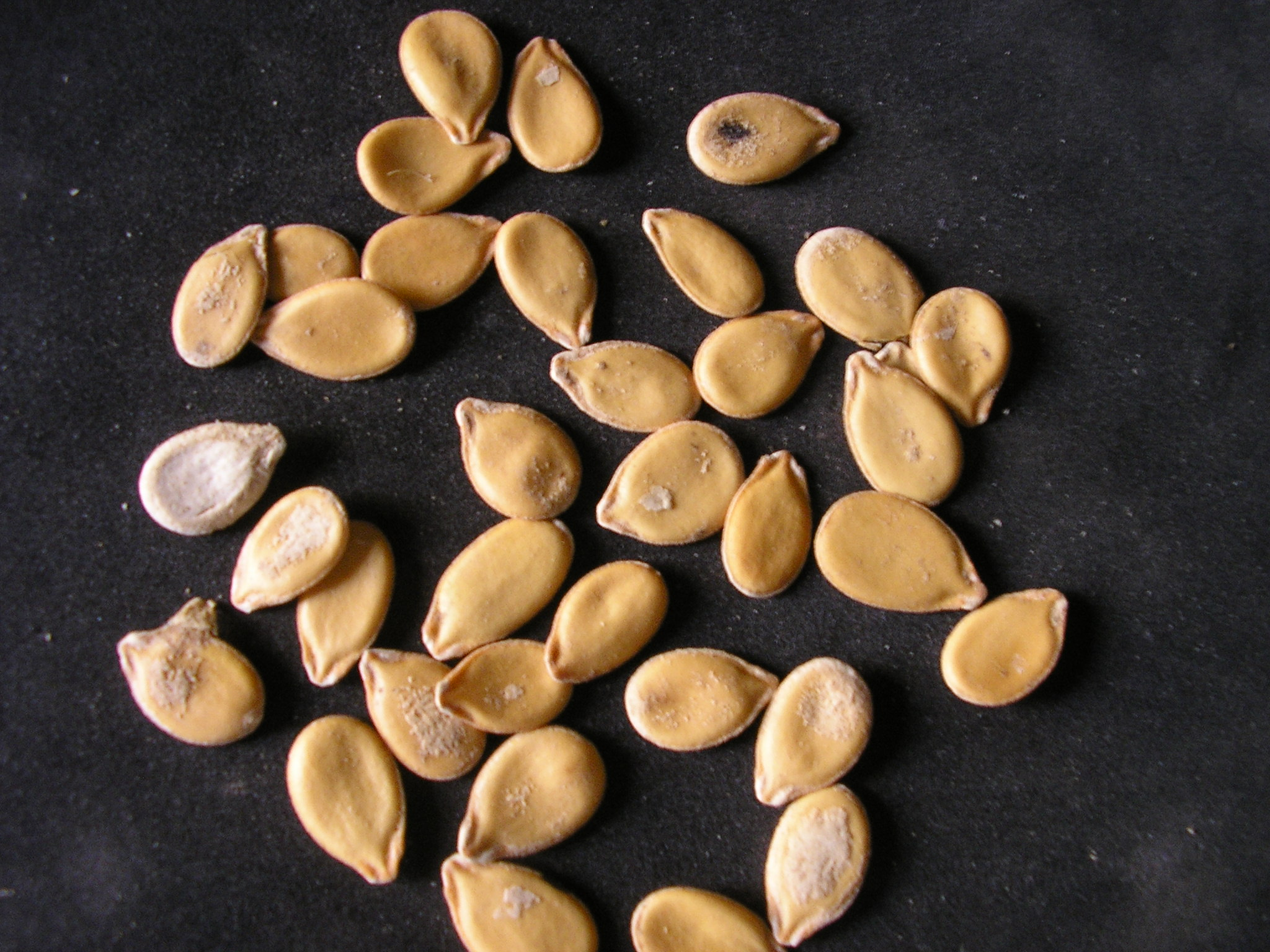
껍질을 벗기지 않은 에구시

에구시(요루바어: ẹ̀gúsí, 이그보어: ègwusi) 또는 아구시(하우사어: àgushī), 구시(폰어: gusi, 프랑스어: goussi) 등은 서아프리카에서 박과 식물의 씨를 부르는 말이다. 박속과 수박속이 속한 박과 동아족의 Melothria sphaerocarpa 등 식물의 씨앗이며, 에구시 수프 등 여러 서아프리카 요리에 쓰인다.

## 같이 보기
- 외 (열매)
- 호박씨